# Симфонический концерт для фортепиано с оркестром (Фуртвенглер)
Симфонический концерт для фортепиано с оркестром (нем. Sinfonisches Konzert für Klavier und Orchester) си минор — сочинение Вильгельма Фуртвенглера для фортепиано и симфонического оркестра. Примерная продолжительность звучания — 1 час.
Работа над концертом была завершена Фуртвенглером в 1936 году во время его пребывания в Египте, заняв более 10 лет. В октябре того же года в Мюнхене состоялась премьера, Эдвин Фишер исполнил концерт в сопровождении Берлинского филармонического оркестра под управлением автора. В январе 1939 года исполнение концерта этим же составом было записано; запись сохранилась, и по ней может быть реконструирована первая редакция произведения.
Концерт был встречен смешанными отзывами публики и специалистов, и Фуртвенглер неоднократно возвращался к партитуре, заметно её переработав к первому изданию, осуществлённому в 1954 году. В том же году должна была состояться и премьера итоговой редакции в исполнении Эрика Тен-Берга, однако этому помешала смерть автора; Тен-Берг впервые исполнил эту редакцию 25 января 1958 года в Берлине на концерте памяти Фуртвенглера (дирижировал Артур Ротер). При жизни Фуртвенглера его концерт (в сокращении) исполняла также его внебрачная дочь Дагмар Белла; в дальнейшем монументальное сочинение Фуртвенглера играли или записывали Пауль Бадура-Шкода, Герхард Опиц, Даниэль Баренбойм, Андраш Шифф и другие. Переиздание концерта в составе собрания сочинений Фуртвенглера подготовил в 2004 году Георг Александр Альбрехт.
В музыке концерта, особенно в трактовке партии солиста, французский музыковед Брюно д’Эдьер отмечает влияние фортепианных концертов Иоганнеса Брамса, Макса Регера и Ханса Пфицнера, указывая на массивную архитектонику формы, симфоническую трактовку инструмента, интеллектуализм стилистики. В то же время критика сетовала на порабощённость композитора концептами величия замысла и грандиозности его реализации, укоренёнными в музыкальной и интеллектуальной культуре конца XIX века и никуда уже не ведущими в середине XX-го.

## Состав
1. Schwer
2. Adagio Solemne
3. Allegro — Allegretto Moderato